# 钱允中
钱允中（1912年—1988年），男，河北雄县人，中华人民共和国政治人物，曾任贵州省人民医院院长，贵州省人大常委会副主任。